# FK Clausen
Der FK Clausen ist ein deutscher Fußballverein aus Clausen im Landkreis Südwestpfalz in Rheinland-Pfalz (Deutschland).

## Geschichte

### Gründung und Anfangszeit
Der Verein wurde am 2. Juni 1919 gegründet. Das erste Spiel verlor man mit 0:7 gegen den FC Münchweiler 1914. In der Saison 1921/22 nahm der FKC zum ersten Mal am offiziellen Spielbetrieb teil und errang die Meisterschaft in der C-Klasse. 1929 schloss sich der Verein mit der 1925 gegründeten Fußballabteilung des Turnverein 1894 Clausen e. V. zusammen. Im selben Jahr wurde die Gruppenmeisterschaft in der A-Klasse gewonnen. 1931 konnte der Erfolg wiederholt werden. Der Aufstieg in die Bezirksliga misslang jedoch aufgrund einer 1:3-Niederlage gegen den FC Waldfischbach in Landau.
Ab 1933 spielte der FK Clausen in der 1. Kreisklasse Gruppe Pirmasens, deren Meisterschaft 1936 und 1939 gewonnen wurde. Nach Ausbruch des Zweiten Weltkriegs musste 1940 der Spielbetrieb eingestellt werden.

### Nach dem Zweiten Weltkrieg
Nach der Neugründung 1946 wurde der FK Clausen trotz gewonnenen Entscheidungsspiels gegen den FC Münchweiler 1914 nicht in die Landesliga, sondern in die A-Klasse Süd eingeteilt. In dieser Spielklasse errang der Verein 1956 die Pokalmeisterschaft sowie 1953 und 1959 die Meisterschaft. 1966 gelang der Aufstieg in die Amateurliga Südwest, die damals der Unterbau der Regionalliga Südwest, der zweithöchsten deutschen Spielklasse, war. Bereits 1968 stieg man wieder ab und schaffte 1970 den erneuten Aufstieg.

### Südwestmeister und Aufstieg in die Oberliga
Den größten Vereinserfolg feierte man in der Saison 1973/74: Der FKC wurde Meister der Amateurliga Südwest, Südwestdeutscher Amateurmeister und Dritter der Deutschen Amateurmeisterschaft, wo man im Halbfinale dem späteren Meister SSV Reutlingen 05 unterlag. In dieser Saison wurde der spätere Fußballprofi Werner Melzer Torschützenkönig der Amateurliga Südwest.
Der Club qualifizierte sich für die Teilnahme an der Hauptrunde des DFB-Pokals 1975/76. In der ersten Runde scheiterte man am Zweitligisten Wormatia Worms.
Die nicht für die neu eingeführte 2. Fußball-Bundesliga qualifizierten Mannschaften spielten ab der Saison 1974/75 in der Amateurliga Südwest. Aufgrund der dadurch bedingten gestiegenen Spielstärke sicherte der FKC 1976 erst in einer Abstiegsrunde den Klassenerhalt. Zur Saison 1978/79 wurde die Oberliga Südwest als höchste Amateur-Spielklasse eingeführt. Der Verein verpasste die Qualifikation knapp. In den Folgejahren belegte der FK Clausen in der nun in Verbandsliga umbenannten Spielklasse jeweils den zweiten Platz, ehe man 1981 die Meisterschaft der Verbandsliga errang und in die Oberliga aufstieg.
Schon 1983 folgte der Abstieg in die Verbandsliga. Den sofortigen Wiederaufstieg verfehlte man knapp. 1985 gelang dieser als Meister der Verbandsliga Südwest. 1987 stieg man dann endgültig aus der Oberliga ab. Nach weiteren Abstiegen in den folgenden Jahren spielen die Clausener heute nur noch in der A-Klasse Pirmasens/Zweibrücken (Stand: 2019/20).

## Bekannte ehemalige Spieler
- Robert Jung
- Reinhard Meier
- Werner Melzer
- Roger Lutz
- Ovidiu Hoban